# جامع شرف
جامع شرف هو أحد المساجد التاريخية الأثرية في مدينة حلب ويعد من معالم المدينة القديمة، ويقع في محلة الجديدة في حارة عبد الحي، ولقد بني في زمن السلطان المملوكي قانصوه الغوري و تعتبر منارة مئذنته أحد أهم الآثار المتبقية من العهد المملوكي بالإضافة إلى الحرم المسقوف بالقبة.